# Jemen i olympiska sommarspelen 2004
Jemen i olympiska sommarspelen 2004 bestod av 3 idrottare som blivit uttagna av Jemens olympiska kommitté.

## Friidrott
Herrarnas 400 meter
- Saeed Al Adhreai
  - Heat: 49.39 s (→ gick inte vidare, 59:a totalt)

## Taekwondo
| Idrottare      | Gren             | Åttondelsfinaler       | Kvartsfinaler        | Semifinaer           | Återkval             | Bronsmatch           | Final                | Final            |
| Idrottare      | Gren             | Motståndare Resultat   | Motståndare Resultat | Motståndare Resultat | Motståndare Resultat | Motståndare Resultat | Motståndare Resultat | Placering        |
| -------------- | ---------------- | ---------------------- | -------------------- | -------------------- | -------------------- | -------------------- | -------------------- | ---------------- |
| Akram Abdullah | Herrarnas −58 kg | Sjaposjnyk (UKR) L 5–7 | Gick inte vidare     | Gick inte vidare     | Gick inte vidare     | Gick inte vidare     | Gick inte vidare     | Gick inte vidare |